# Aéroport Avelino Vieira
L'aéroport Avelino Vieira (AITA: AAG; OACI: SSYA), est un aéroport desservant la ville d'Arapoti, dans l'Etat du Paraná au Brésil. Il est géré par la ville d'Arapoti, sous la supervision des Aeroportos do Paraná (SEIL) (en).